# Marathon van Hamburg 1996
De marathon van Hamburg 1996 werd gelopen op zondag 30 april 1996. Het was de elfde editie van deze marathon.
De Slowaak Petr Pipa zegevierde bij de mannen in 2:16.22. De Poolse Krystyna Pieczulis was het snelst van alle vrouwen; haar winnende tijd was 2:40.02.
In totaal finishten 7653 marathonlopers, waarvan 1024 vrouwen.

## Uitslagen

### Mannen
| rang   | naam              | land | tijd    |
| ------ | ----------------- | ---- | ------- |
| Goud   | Petr Pipa         | SVK  | 2:16.22 |
| Zilver | Pavelas Fedorenka | LTU  | 2:17.16 |
| 4      | Toomas Tarm       | EST  | 2:21.31 |
| 5      | Pavel Novak       | CZE  | 2:21.49 |
| 6      | Mark Croasdale    | ENG  | 2:22.20 |

### Vrouwen
| rang   | naam               | land | tijd    |
| ------ | ------------------ | ---- | ------- |
| Goud   | Krystyna Pieczulis | POL  | 2:40.02 |
| Zilver | Marina Belyayeva   | RUS  | 2:41.09 |
| Brons  | Larisa Malikova    | RUS  | 2:41.09 |
| 4      | Tatyana Zuyeva     | MDA  | 2:47.08 |
| 5      | Siska Maton        | BEL  | 2:49.57 |
| 6      | Marina Antipenko   | RUS  | 2:50.28 |
| 8      | Karin Steiger      | GER  | 2:54.35 |

1986 · 1987 · 1988 · 1989 · 1990 · 1991 · 1992 · 1993 · 1994 · 1995 · 1996 · 1997 · 1998 · 1999 · 2000 · 2001 · 2002 · 2003 · 2004 · 2005 · 2006 · 2007 · 2008 · 2009 · 2010 · 2011 · 2012 · 2013 · 2014 · 2015 · 2016 · 2017